# Blůza
Blůza je část oblečení sloužící k zakrytí horní části těla.

## Podobnost s košilí
Blůza je velmi podobná košili. Jediný rozdíl je v tom, že na košili jsou knoflíky vpravo a dírky vlevo - pánské zapínání, zatímco na blůze je tomu naopak - má dámské zapínání. Historický původ tohoto rozdílu je ten, že pánové se převážně oblékali sami, kdežto dámy strojily služky.

## Součást vojenské uniformy
Pojem blůza se také používá pro krátký vojenský kabát, nošený přes košili jako svrchní oděv nebo pod plášť.

## Pravopis
Starší český pravopis, odkazující na cizí původ, byl blusa. V češtině se kroužkované ů píše uprostřed slov, které čeština nepřijala z cizích jazyků, což případ slova blůza není. Ústav pro jazyk český však u tohoto přejatého a zdomácnělého slova stanoví pravopis s kroužkovaným ů, tedy blůza.